# Ингрид Бергман
Ингрид Бергман (на шведски: Ingrid Bergman, [ˌiŋːɹid ˈbæɹːʝman], по правилата за транскрипция – Бериман) е шведска актриса, носителка на три Оскара.  През 1999 г. Американският филмов институт включва Бергман на четвърто място в класацията на най-големите жени звезди на класическото холивудско кино.

## Биография
Ингрид Бергман е родена в семейството на германката Фридел Адлер, родом от Кил, и на шведа Юстус Самуел Бергман, който е фотограф. Кръстена е на принцеса Ингрид Шведска. Майка ѝ умира, когато Ингрид е на две години. След ранната смърт на майката бащата насърчава актьорския талант на Ингрид още от малка. Той умира девет години след съпругата си и оттогава Ингрид живее с чичо си.
Бергман посещава драматическото училище към Кралския драматичен театър в Стокхолм и получава първата си гласова роля в шведски филм през 1935 г. През 1937 г. тя се омъжва за зъболекаря (по-късно мозъчен хирург) Петер Линдстрьом. На следващата година се ражда дъщеря им Пиа Линдстрьом.
След като се снима в повече от десет шведски и един немски филми, тя получава покана от холивудския продуцент Дейвид Селзник за снимки във филма „Интермецо“ (1939). През 1940-те години тя изучава актьорско майсторство в школата „Actors Laboratory“ на театралния педагог Михаил Чехов (племенник на Антон Чехов).
През 1942 г. Ингрид Бергман играе ролята на Илза Лунд във филма „Казабланка“ – една от най-ярките и знаменити роли в нейната плодотворна актьорска кариера, където партнира на Хъмфри Богарт. Ингрид не обича „Казабланка“ и се дразни, когато я молят да разказва за филма. „Снимала съм се в толкова филми, които бяха по-важни, но хората се интересуват само от филма с Богарт“. За Хъмфри Богарт тя казва: „Аз никога не съм го познавала истински. Да, целувала съм го, но не го познавам.“
За ролята си във филма „Газова светлина“ (Gaslight) (1944) Ингрид печели първия си Оскар за най-добра женска роля.
През 1949 г. Ингрид Бергман напуска Холивуд – така започва един от най-сложните периоди в живота ѝ. Разводът с Петер Линдстрьом, който е следствие от бурния ѝ роман с известния италиански кинорежисьор Роберто Роселини, изправя срещу нея цялата американска общественост. Трябва да се каже, че скандалът, продължил много години, заради който всички филми на Роселини, с или без участието на Бергман, се бойкотират както от зрителите, така и от критиците, е силно раздут от медиите. Бергман ражда син на Роселини, Робертино. В резултат на скандала Бергман заминава за Италия, напускайки мъжа си Линдстрьом и дъщерята Пия. След публична битка за развод, Бергман и Роселини се женят на 24 май 1950 г. През 1952 г. им се раждат дъщерите-близначки Изабела Роселини, която впоследствие става актриса и модел, и Изота Ингрид Роселини, която става професор по италианска литература.
Актрисата се снима във филми на Роселини дълго време, същевременно играе в театри и се грижи за трите си деца. През 1957 г. Ингрид Бергман се развежда с Роберто Роселини поради негова извънбрачна връзка.
През 1956 г., с изпълнението на главната роля във филма „Анастасия“ (1956) Бергман с триумф се завръща към работата си в Холивуд и за втори път получава премията Оскар. Участва и в театрални постанови. Скоро се жени за театралния продуцент, шведа Ларс Шмидт. Бракът просъществува до 1970 г.
Бергман е председател на журито на фестивала в Кан през 1973 г.
Ингрид печели третия си Оскар (и първи в категорията Оскар за най-добра поддържаща женска роля) за изпълнението си в „Убийство в Ориент Експрес“ (1974).
Тя печели Оскари три пъти в кариерата си и заедно с Мерил Стрийп е втората актриса след Катрин Хепбърн, печелила най-много пъти престижното отличие. Това, което я отличава от другите актриси в Холивуд още от началото на кариерата ѝ, е, че тя не си сменя името, не се подлага на никакви процедури за разкрасяване и е една от актрисите с най-висок ръст.
През 1974 г. Бергман е диагностицирана с рак на гърдата, който първоначално е лекуван успешно. Заболяването се възобновява отново в началото на 1980-те години. През 1982 г., вече тежко болна, тя снима своя последен филм, „Жена на име Голда“, в който играе Голда Мейр. Умира на 67-ия си рожден ден в Лондон.

## Избрана филмография
| Година | Филм                        | Оригинално заглавие          | Роля                  | Режисьор           |
| ------ | --------------------------- | ---------------------------- | --------------------- | ------------------ |
| 1942   | Казабланка                  | Casablanca                   | Илза Лунд (Ласло)     | Майкъл Къртис      |
| 1943   | За кого бие камбаната       | For Whom the Bell Tolls      | Мария                 | Сам Ууд            |
| 1944   | Светлина от газената лампа  | Gaslight                     | Пола Олквист Антон    | Джордж Кюкор       |
| 1945   | Камбаните на „Света Мария“  | The Bells of St. Mary's      | сестра Мери Бенедикт  | Лео Маккери        |
| 1945   | Омагьосаният                | Spellbound                   | Д-р Констанс Питърсън | Алфред Хичкок      |
| 1945   | Саратога                    | Saratoga Trunk               | Клио Дълейни          | Сам Ууд            |
| 1949   | Под знака на Козирога       | Under Capricorn              | Лейди Хенриета Флуски | Алфред Хичкок      |
| 1953   | Ние жените (Ингрид Бергман) | Siamo donne (Ingrid Bergman) | Ингрид Бергман        | Роберто Роселини   |
| 1958   | Недискретно                 | Indiscreet                   | Ана Калман            | Стенли Донън       |
| 1959   | Обратно завинтване          | The Turn of the Screw        | Гувернантката         | Джон Франкенхаймър |
| 1965   | Жълтият Ролс-Ройс           | The Yellow Rolls-Royce       | Герда Милет           | Антъни Аскуит      |
| 1974   | Убийство в Ориент Експрес   | Murder on the Orient Express | Грета Олсон           | Сидни Лумет        |